# Alexander Andries Maramis
Alexander Andries Maramis né le 20 juin 1897 à Manado et mort le 31 juillet 1977 à Jakarta, est un homme politique et héros national indonésien. Il participe à la lutte pour l'indépendance de l'Indonésie.

## Biographie
Il est membre du Comité d'enquête pour les travaux préparatoires à l'indépendance (BPUPK), l'organisation qui rédige la Constitution de l'Indonésie. Au cours de la premières étapes du gouvernement indonésien, après la Proclamation de l'indépendance, il est à la fois ministre des Finances et ministre des Affaires étrangères. Après la fin de la Révolution nationale indonésienne, il est ambassadeur d'Indonésie auprès de plusieurs pays, dont les Philippines, l'Allemagne de l'Ouest et l'Union soviétique,.
Né à Manado le 20 juin 1897, il est diplômé de la faculté de droit de l'université de Leiden, Pays-Bas. Il commence sa carrière comme avocat à Semarang. Maramis est nommé au comité d'enquête pour les travaux préparatoires à l'indépendance (BPUPK) le 1er mars 1945. Là, il fait partie de la Panitia Sembilan (comité de neuf), qui formule la Charte de Jakarta, le précurseur de la Constitution de l'Indonésie. Maramis sert dans le gouvernement indonésien tout au long de la révolution nationale indonésienne. Il est ministère des Finances à plusieurs reprises pour la première fois du 2 septembre au 14 novembre 1945. Il est renommé le 3 juillet 1947 à ce poste, jusqu'à ce qu'il soit nommé ministre des Affaires étrangères le 19 décembre 1948. Il est de nouveau nommé ministre des Finances le 13 juillet 1949, jusqu'au 4 août 1949.
À la suite de la reconnaissance de l'Indonésie en tant que nation indépendante, Maramis est nommé ambassadeur aux Philippines, servant de 1950 à 1953. Il représente ensuite l'Indonésie en tant qu'ambassadeur en Allemagne de l'Ouest, de 1953 à 1956, date à laquelle il est ambassadeur en l'Union soviétique, servant de 1956 à 1959. Alors qu'il est ambassadeur auprès de l'URSS, il est également ambassadeur en Finlande.
Après sa carrière d'ambassadeur, lui et sa famille s'installent en Suisse. Il retourne en Indonésie en 1976. Il meurt le 31 juillet 1977 à l'hôpital militaire de Gatot Soebroto, 13 mois après son retour en Indonésie. Sa dépouille est exposée dans la salle Pancasila du ministère des Affaires étrangères et il est ensuite enterré au cimetière des héros de Kalibata. Il reçoit à titre posthume le titre honorifique de Héros national d'Indonésie en 2019, par le président Joko Widodo.